# Olga Buryakina
Olga Valentivnovna Buryakina (en russe : Ольга Валентиновна Бурякина ; en français : Olga Valentinovna Bouriakina) née le 17 mars 1958 à Moscou, en RSFS de Russie, est une joueuse soviétique de basket-ball. Elle évolue au poste d'arrière.

## Palmarès
- Championne du monde 1983
- 3e des Jeux olympiques 1988
- Championne d'Europe 1983
- Championne d'Europe 1985
- Championne d'Europe 1987